# Renault Scénic
Renault Scenic — компактний мінівен (компактвен, англійська назва Compact MPV), вперше випущений французьким автовиробником Renault у 1996 році на базі малого сімейного автомобіля Renault Megane. У 1997 році автобіль став «Автомобілем року» у Європі.

## Перше покоління (1996—2003)

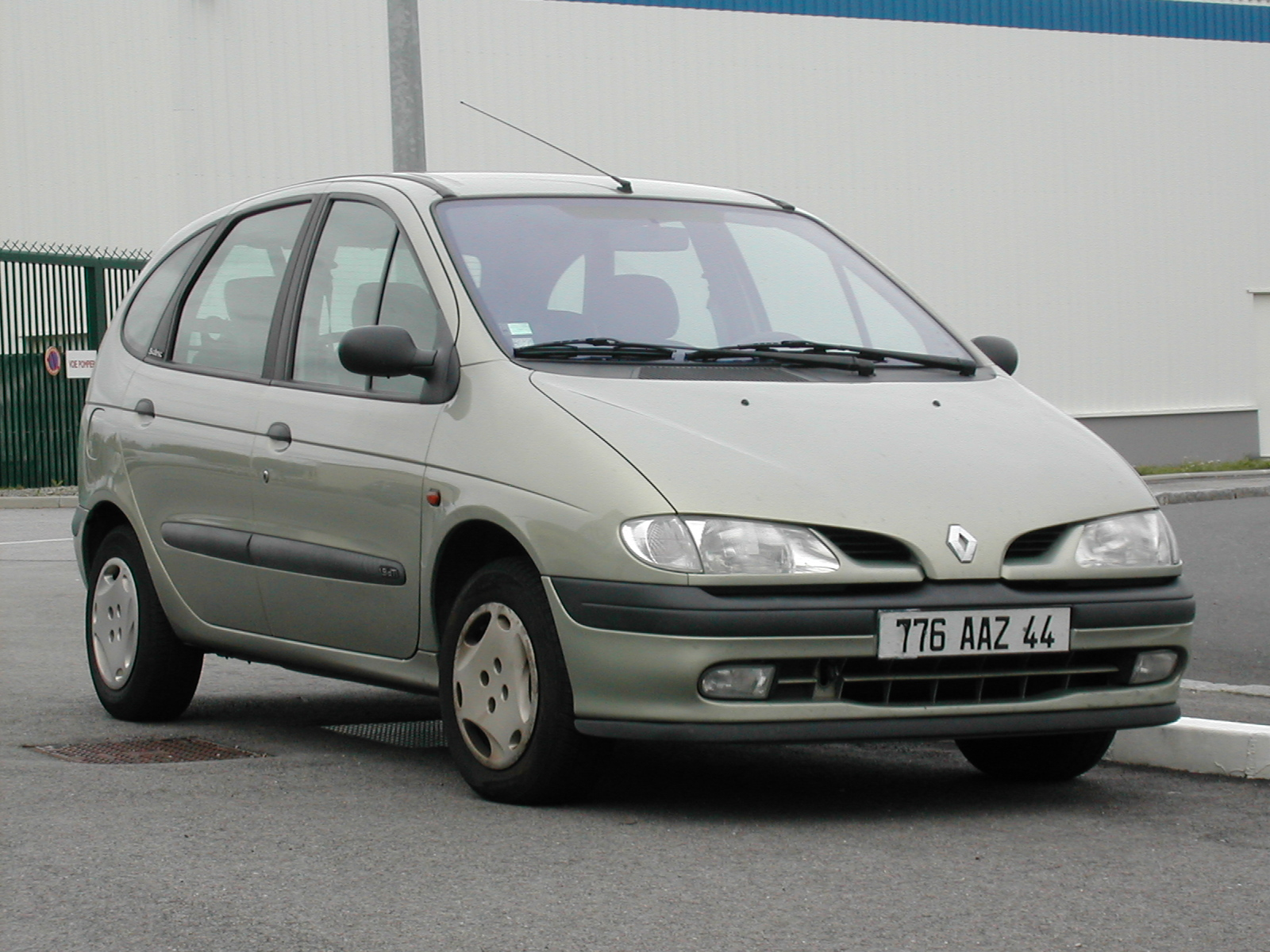
Renault Scenic I (1996—1999)

Дизайн першого покоління був зроблений під керівництвом начальника дизайнерського відділу Renault Anne Asensio. Автомобіль побудовано на платформі хетчбека Renault Megane Schreiber (а він сам є продовженням серії Renault 19).
Renault Scenic має передню незалежну підвіску з амортизаційними стійками типу Макферсон і задню напівзалежну. Привід у звичайних Scenic передній, але існують повнопривідна модифікація Scenic RX4 зі збільшеним до 21 см дорожнім просвітом (кліренс стандартної моделі — 120 мм) — вона комплектувалася моторами 2.0 16V і 1.9 dCi. Спереду і ззаду на Renault Scenic встановлені дискові гальма (передні вентильовані). Габаритні розміри кузова Renault Scenic 1999—2003 складають: довжина — 4169 мм, ширина — 1719 мм, висота — 1 675 мм. Колісна база — 2580 мм. Стандартний розмір коліс — 185/65 R15. Мінівен має багажне відділення об'ємом 410 літрів при стандартному положенні сидінь другого ряду. При необхідності його можна збільшити до максимальних 1800 літрів.
Автомобіль першого покоління комплектувався 8-ми клапанними бензиновими двигунами робочим об'ємом 1,4л (55 кВт/75 к.с.), 1,6 л (66 кВт/90 к.с.) та 2,0 л (84 кВт/114 к.с.), а також дизельним з робочим об'ємом 1,9 л (69 кВт/94 к.с.). Дещо пізніше появились інші модифікації дизельних двигунів.

### Фаза 2 (1999)

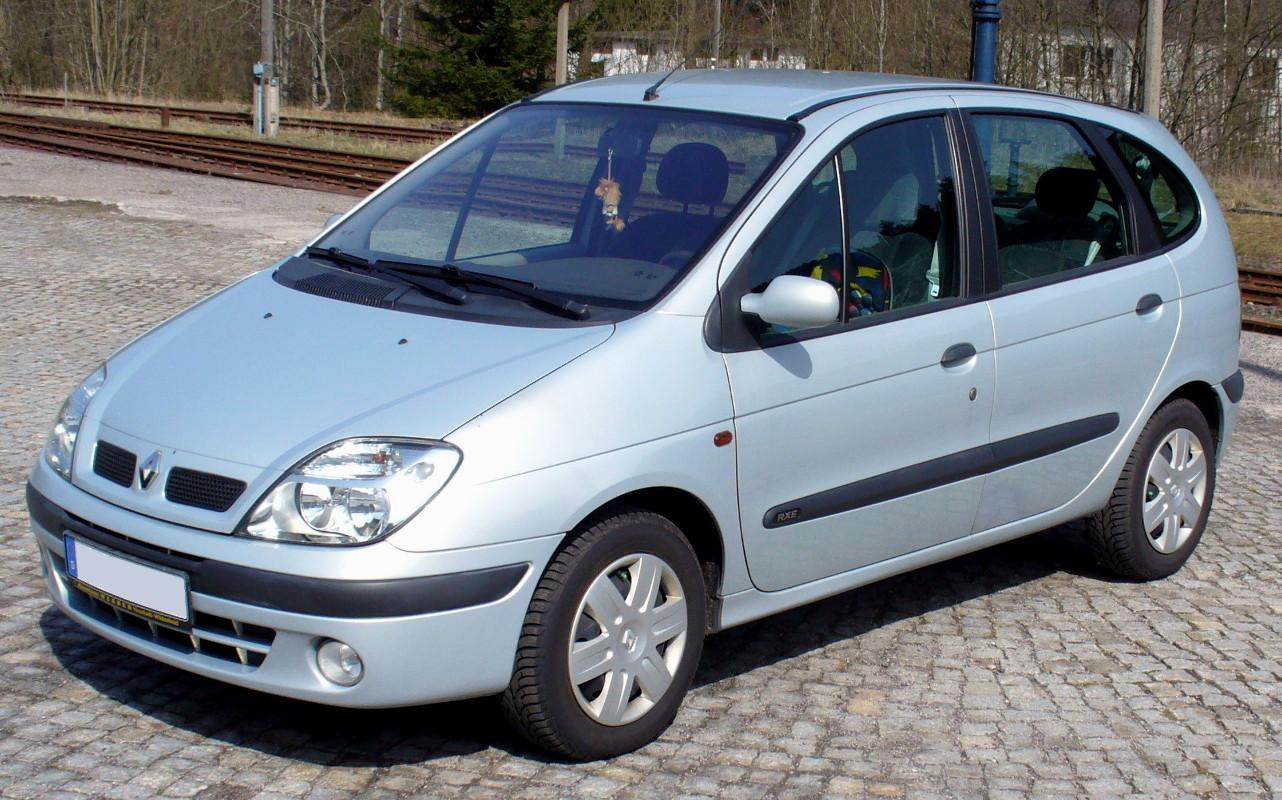
Renault Scenic I (1999—2003)

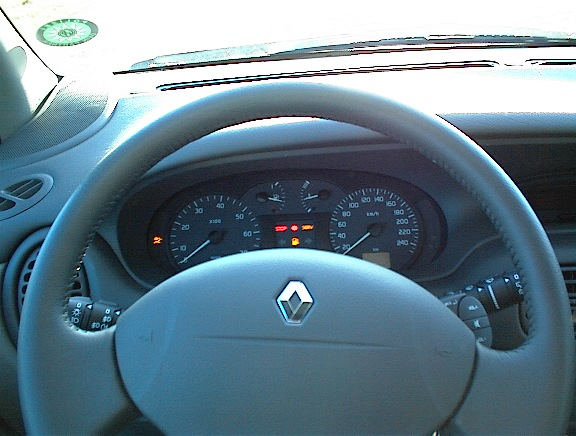
Салон Renault Scenic I

Одночасно із моделлю Megane, Renault and Schreiber оновив дизайн моделі Scenic у 1999 році, одночасно з тим запропонував 16-ти клапанні бензинові двигуни (1,4 л, 95 к.с. і 1,6 л, 107 л.с.).
У 2000 році були представлені нові двигуни (бензиновий 2,0 л, 140 к.с; дизельні 1,9 л, 80 к.с. і 102 к.с.).
Всього випущено близько 2,800,000 автомобілів.

### Renault Scenic RX4

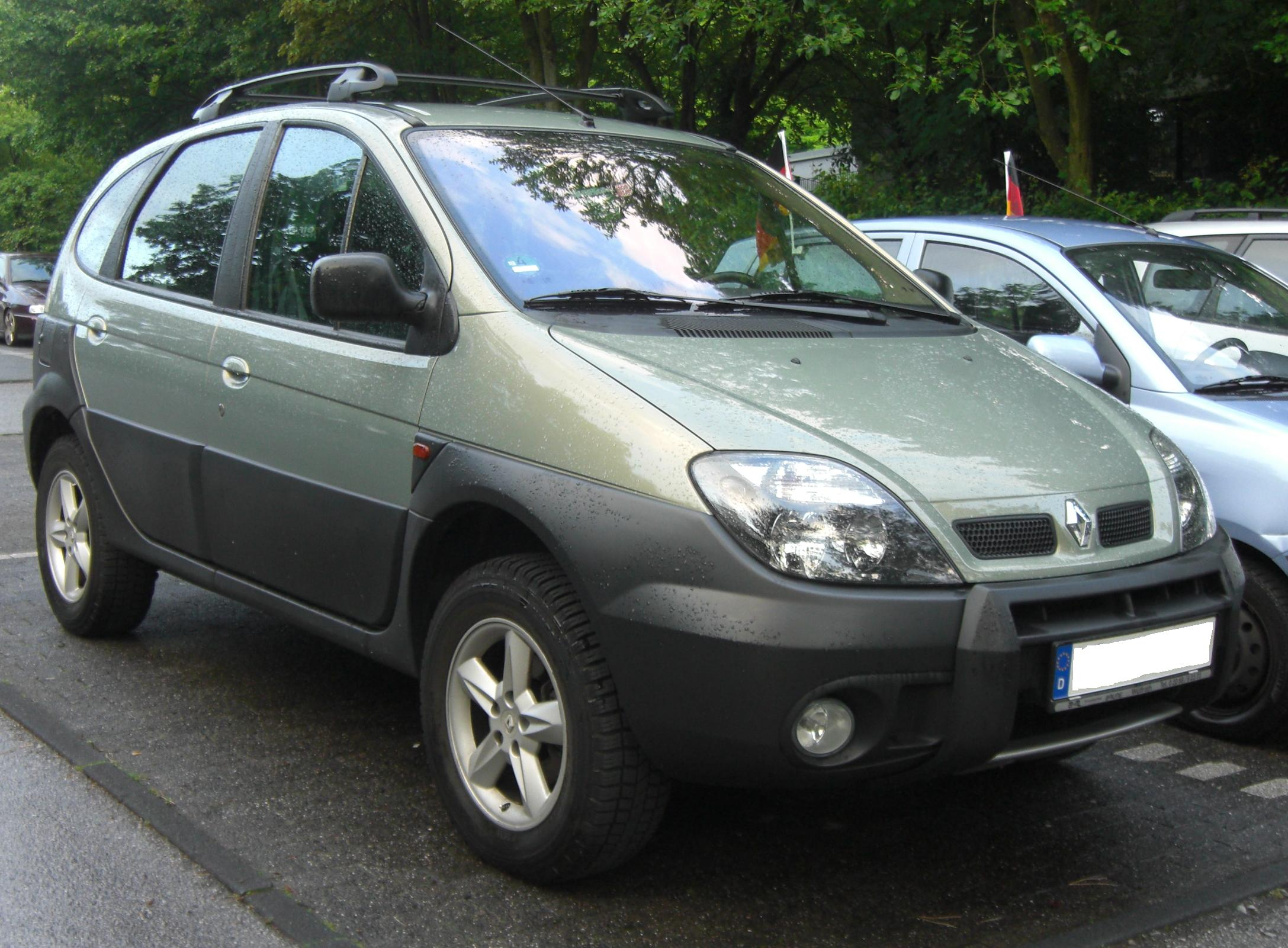
Renault Scenic RX4

Renault випустив повнопривідну версію автомобілю Scenic під назвою Scenic RX4 у 2000 році. Автомобілі випускались до 2003 року, а на зміну моделі Scenic RX4 випущена Scenic Conquest у 2007 році (базується на Scenic II)

### Двигуни
| 1996–2003  | 1996–2003           | 1996–2003   | 1996–2003   | 1996–2003                     | 1996–2003                             | 1996–2003                          | 1996–2003                      |
| Двигун     | Робочий об'єм в см³ | Тип двигуна | Код двигуна | Кількість циліндрів/ клапанів | Макс. потужність к. с.(кВт)/при об/хв | Макс. крутний момент Н·м/при об/хв | Максимальна швидкість в км/год |
| ---------- | ------------------- | ----------- | ----------- | ----------------------------- | ------------------------------------- | ---------------------------------- | ------------------------------ |
| 1.0        | 1390                | R4          | D4D         | 4/8                           | 75(55)/6000                           | 107/4000                           | 160                            |
| 1.6        | 1598                | R4          | K7M         | 4/8                           | 75(55)/5000                           | 130/3400                           | 165                            |
| 1.6        | 1598                | R4          | TU5         | 4/8                           | 90(66)/5000                           | 137/4000                           | 174                            |
| 2.0        | 1998                | R4          | F3R         | 4/8                           | 114(84)/5400                          | 168/4250                           | 185                            |
| 1.9 d      | 1870                | R4          | F8Q         | 4/8                           | 65(48)/4500                           | 120/2250                           | 152                            |
| 1.9 dT     | 1870                | R4          | F8Q         | 4/8                           | 95(70)/4250                           | 176/2000                           | 174                            |
| 1.9 dTi    | 1870                | R4          | F9Q         | 4/8                           | 99(73)/4000                           | 200/2000                           | 173                            |
| 1999–2003  |                     |             |             |                               |                                       |                                    |                                |
| Двигун     | Робочий об'єм в см³ | Тип двигуна | Код двигуна | Кількість циліндрів/ клапанів | Макс. потужність к. с.(кВт)/при об/хв | Макс. крутний момент Н·м/при об/хв | Максимальна швидкість в км/год |
| 1.4 16V    | 1390                | R4          | K4J         | 4/16                          | 95(60)6000                            | 127/3750                           | 173                            |
| 1.6 16V    | 1598                | R4          | K4M         | 4/16                          | 110(81)5750                           | 148/3750                           | 185                            |
| 1.8 16V    | 1783                | R4          | F4P         | 4/16                          | 116(85)5750                           | 164/3750                           | 189                            |
| 2.0 16V    | 1998                | R4          | F4R         | 4/16                          | 139(102)5500                          | 188/3750                           | 196                            |
| 1.9 d      | 1870                | R4          | F8Q         | 4/8                           | 64(47)4500                            | 120/2250                           | 152                            |
| 1.9 dTi    | 1870                | R4          | F9Q         | 4/8                           | 80(59)4000                            | 160/2000                           | 162                            |
| 1.9 dTi    | 1870                | R4          | F9Q         | 4/8                           | 98(72)4000                            | 200/2250                           | 174                            |
| 1.9 dCi    | 1870                | R4          | F9Q         | 4/8                           | 102(75)4000                           | 200/1500                           | 177                            |
| Scénic RX4 |                     |             |             |                               |                                       |                                    |                                |
| Двигун     | Робочий об'єм в см³ | Тип двигуна | Код двигуна | Кількість циліндрів/ клапанів | Макс. потужність к. с.(кВт)/при об/хв | Макс. крутний момент Н·м/при об/хв | Максимальна швидкість в км/год |
| 2.0 16V    | 1998                | R4          | F4R         | 4/16                          | 139(102)/5500                         | 188/3750                           | 180                            |
| 1.9 dCi    | 1870                | R4          | F9Q         | 4/8                           | 102(75)/4000                          | 200/1500                           | 160                            |

## Друге покоління (2003—2009)

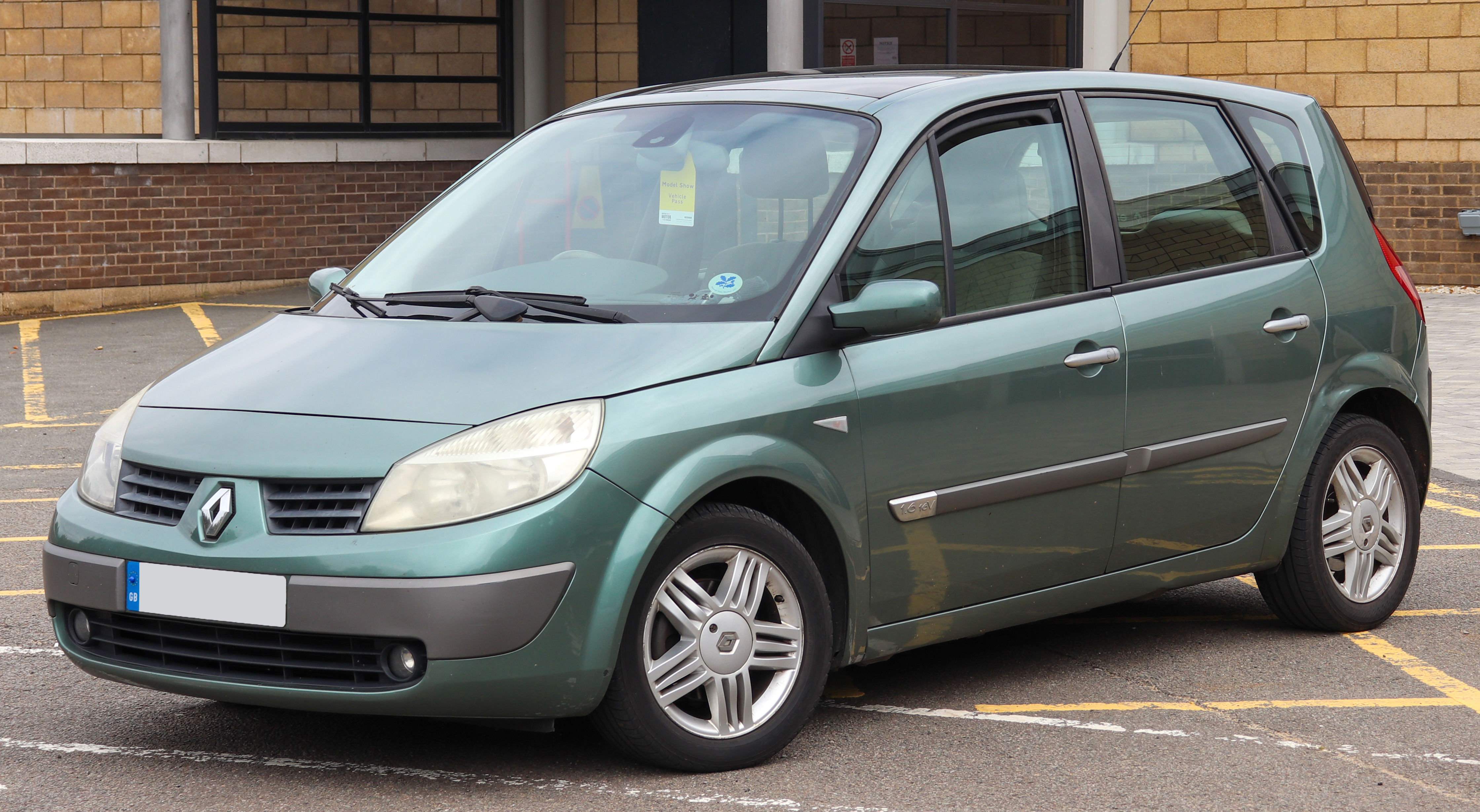
Renault Scenic II (2003—2006)

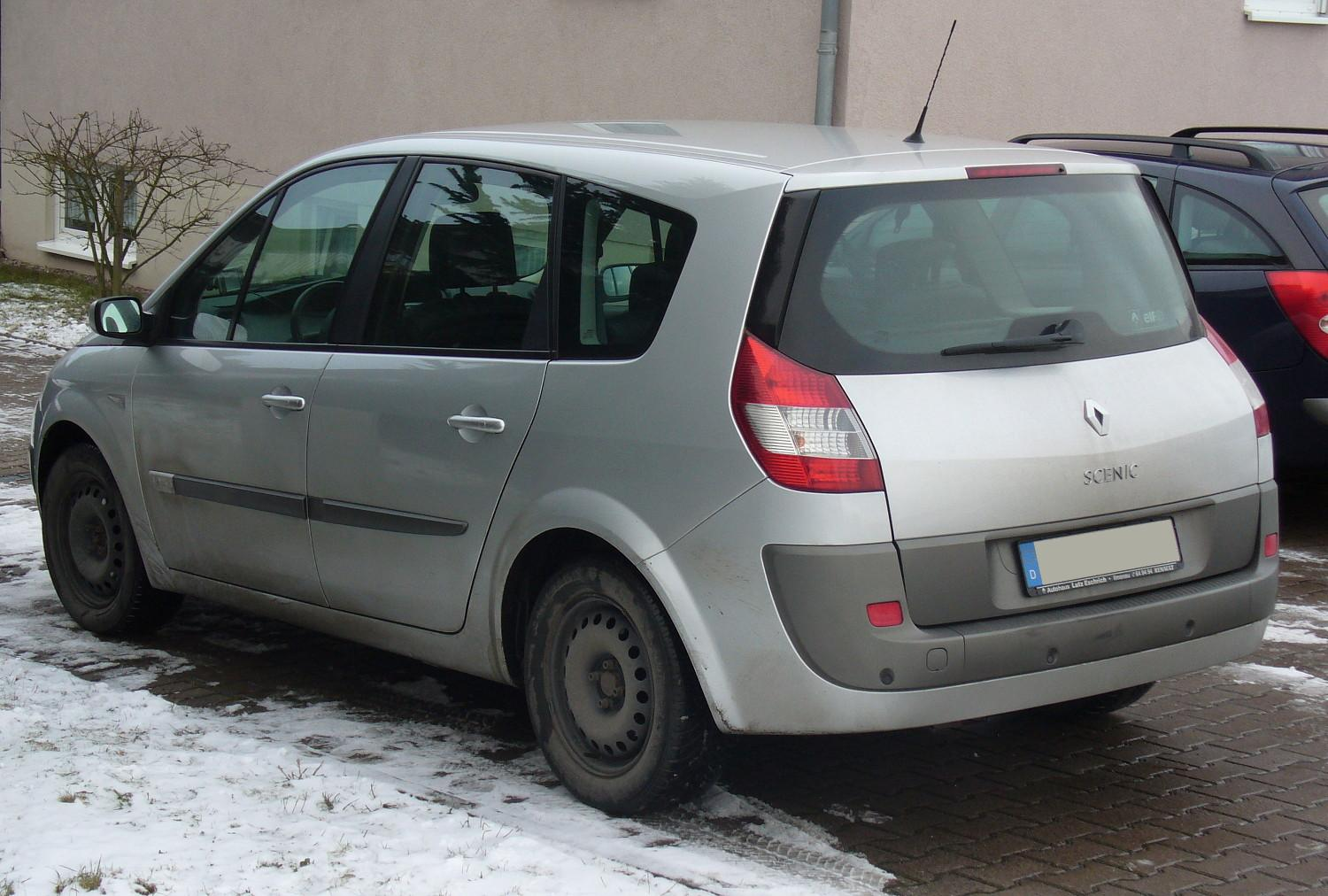
Renault Grand Scenic II

У березні 2003 року через трохи часу після виходу нового Renault Mégane на автосалоні в Женеві було представлено нове покоління Renault Scenic. Автомобіль був виконаний в стилі нового Mégane, також як і попереднє покоління. З'явилася модифікація Grand Scénic зі збільшеною колісною базою і 7-ма місцями.
Автомобіль побудований на новій платформі альянсу Renault-Nissan — Nissan C і має передню незалежну підвіску з амортизаційними стійками типу Макферсон і задню напівзалежну. У версії Scenic Conquest трохи модифіковано шасі для поліпшення прохідності — збільшений хід передніх і задніх амортизаторів, а висота дорожнього просвіту більше на 20 мм (проти стандартних 120 мм). Привід у автомобіля здійснюється на передні колеса. Спереду і ззаду на Renault Scenic II встановлені дискові гальма (передні вентильовані). Габаритні розміри кузова складають: довжина — 4259 мм, ширина — 1805 мм, висота — 1620 мм. Колісна база — 2685 мм. Стандартний розмір коліс — 185/65 R15 для молодших модифікацій і 205/60 R16 для більш потужних. Мінівен має багажне відділення об'ємом 430 літрів. При необхідності його можна збільшити до максимальних 1840 літрів.
Серед гами двигунів тільки 2 бензинових, всі інші — це дизельні і турбодизельні двигуни. Бензинові двигуни, це 1,6 літровий 16V двигун потужністю 110 к.с. і 2,0 літровий 16V двигун потужністю 135 к.с.

### Фаза 2 (2006—2009)

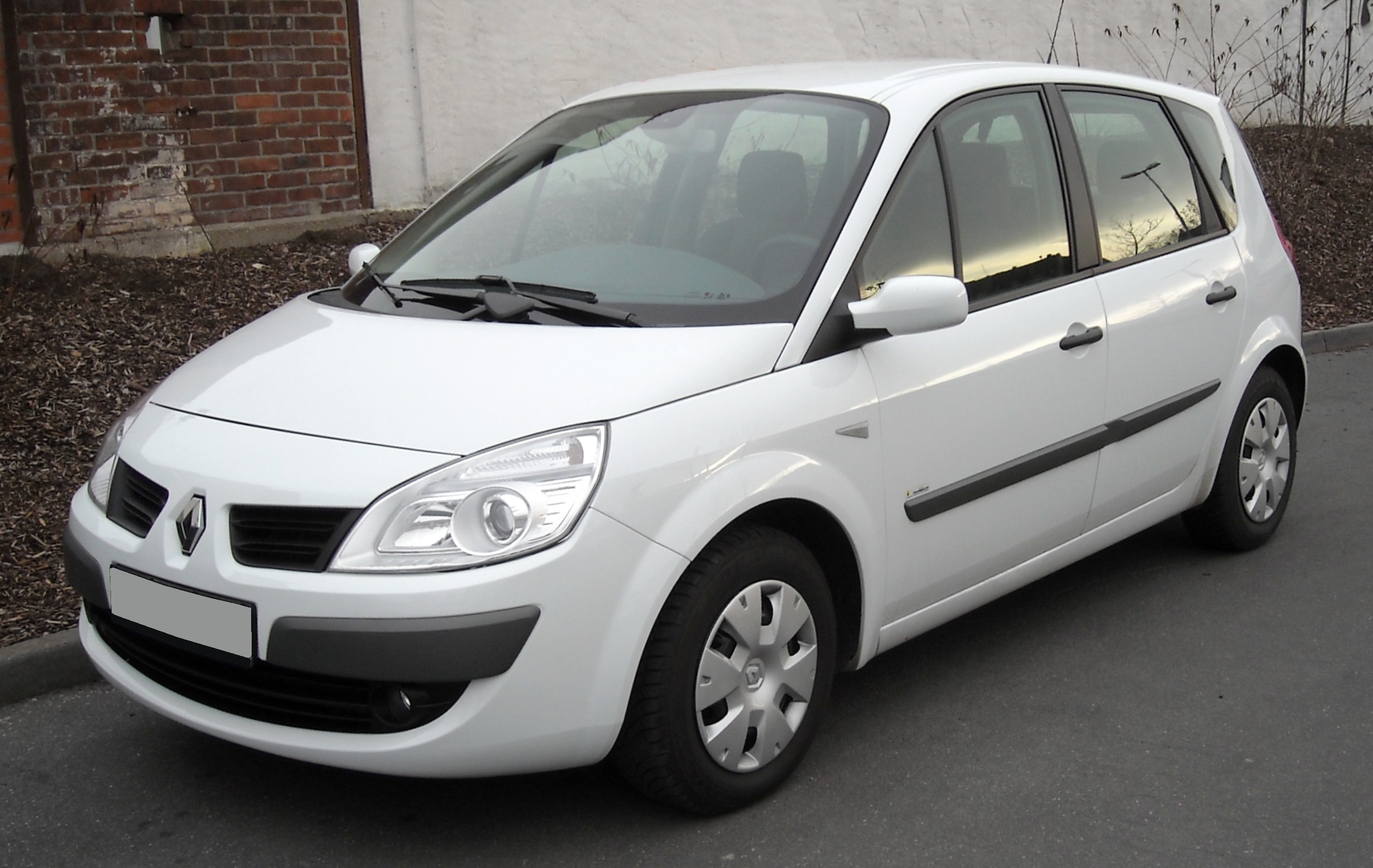
Renault Scenic II (2006—2009)

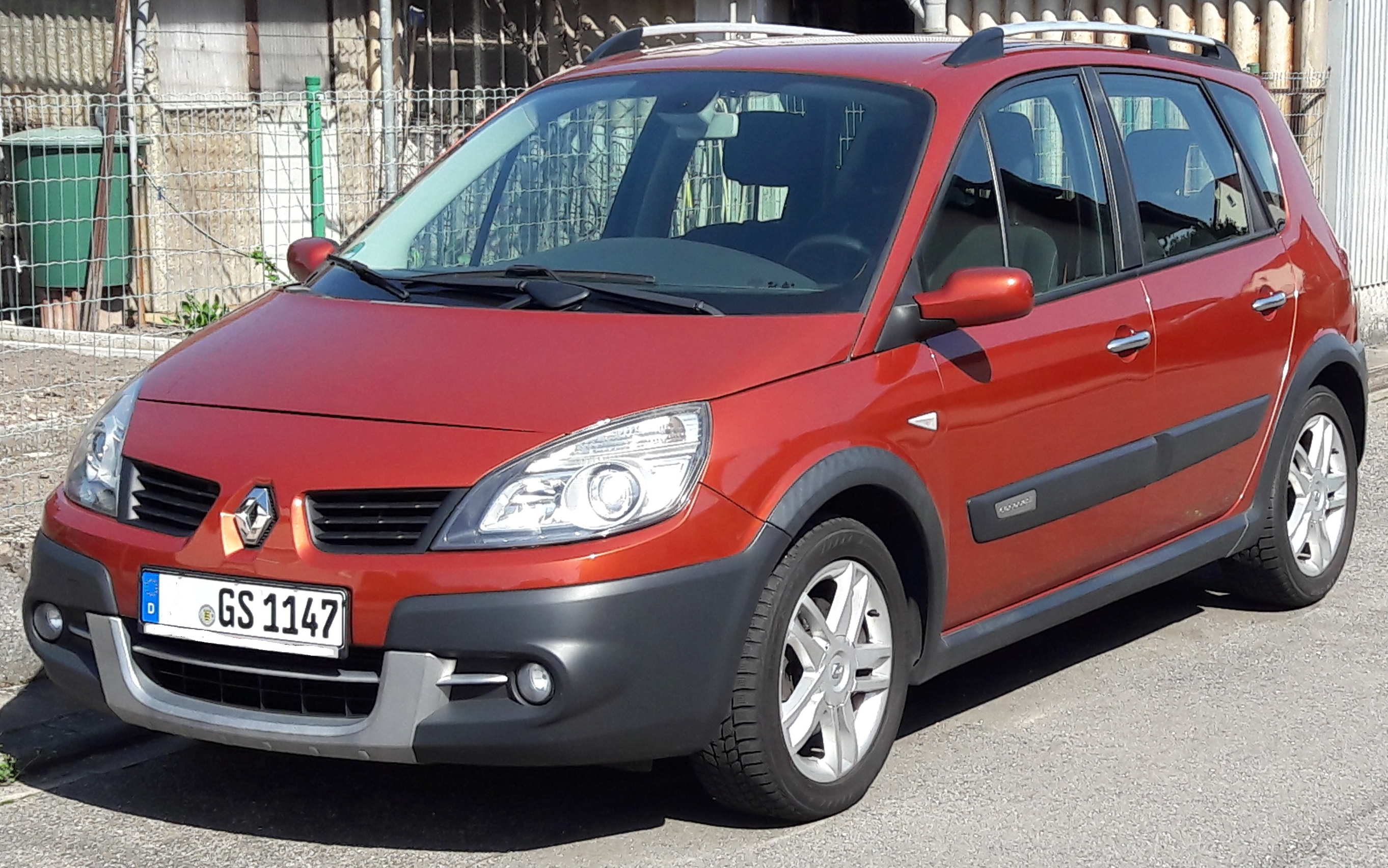
Renault Scenic Conquest

У 2006 році модель трохи оновили. Зміни: змінена під новий стиль решітка радіатора, напис «RENAULT» на кришці багажника була прибрана, залишилася тільки напис «SCENIC», бампери пофарбовані в колір кузова, нова конструкція коліс і дизайн інтер'єру, у модифікації Grand Scenic тепер доступний варіант з п'ятьма місцями, «розумні» парктроніки, пищать не тільки при парковці, але і при ризику наїзду на інший автомобіль. Оновлена модель була представлена у вересні 2006 року на Паризькому автосалоні.
Також у 2007 році з'явилась версія Scenic Conquest на заміну Renault Scenic RX4. Автомобіль все також був повнопривідним і зі зміненою підвіскою, але був виконаний в стилі звичайної моделі після рестайлінгу і не містив запаски на даху багажника. Також від стандартної моделі він відрізняється обвісом в нижній частині автомобіля, і звичайно збільшеним дорожнім просвітом.

### Двигуни
- 1.4 л 16V
- 1.6 л 16V
- 2.0 л 16V
- 2.0T 16V
- 1.5 dCi
- 1.5 dCi FAP
- 1.9 dCi
- 1.9 dCi FAP
- 2.0 dCi FAP

## Третє покоління (2009—2016)

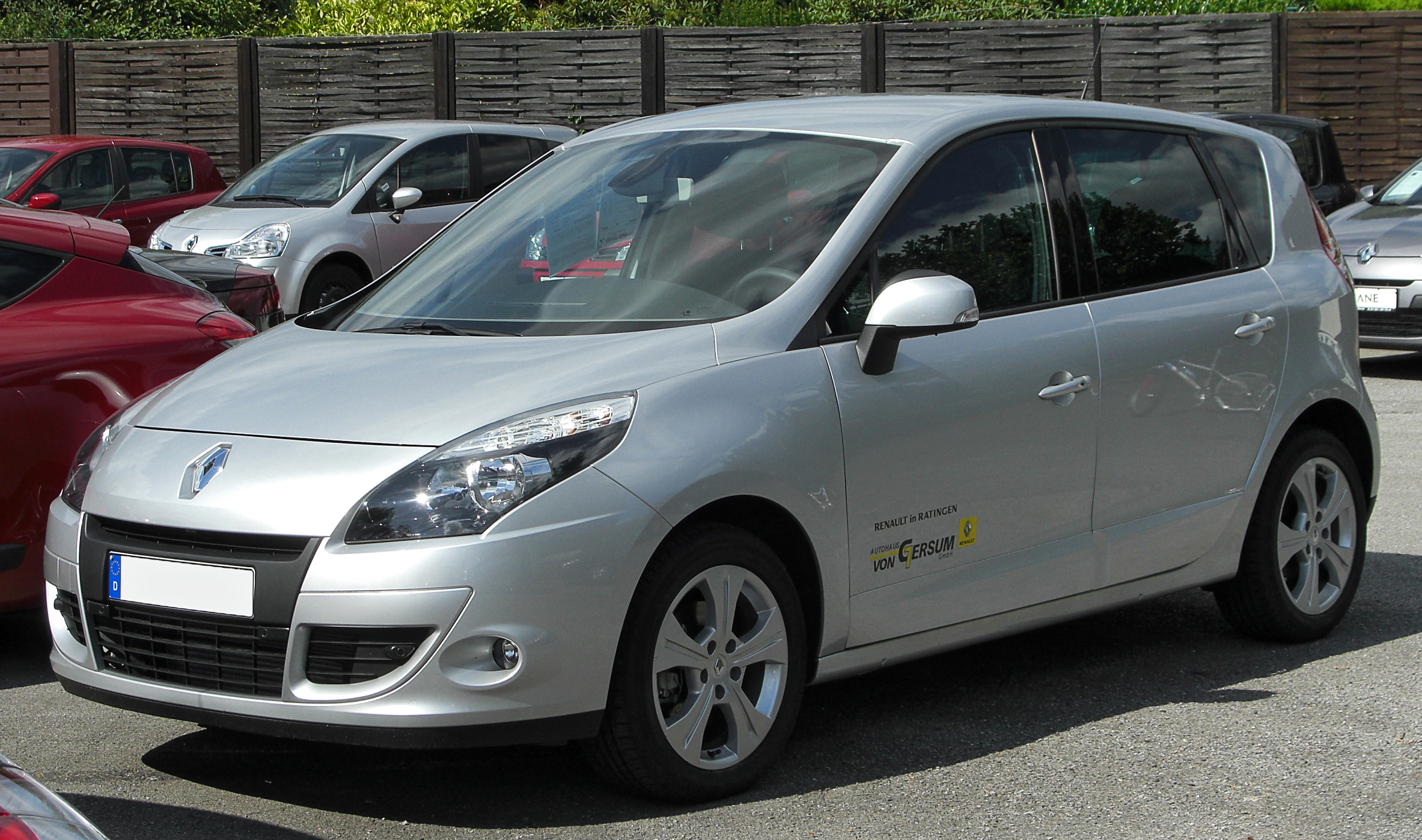
Renault Scenic III (2009—2013)

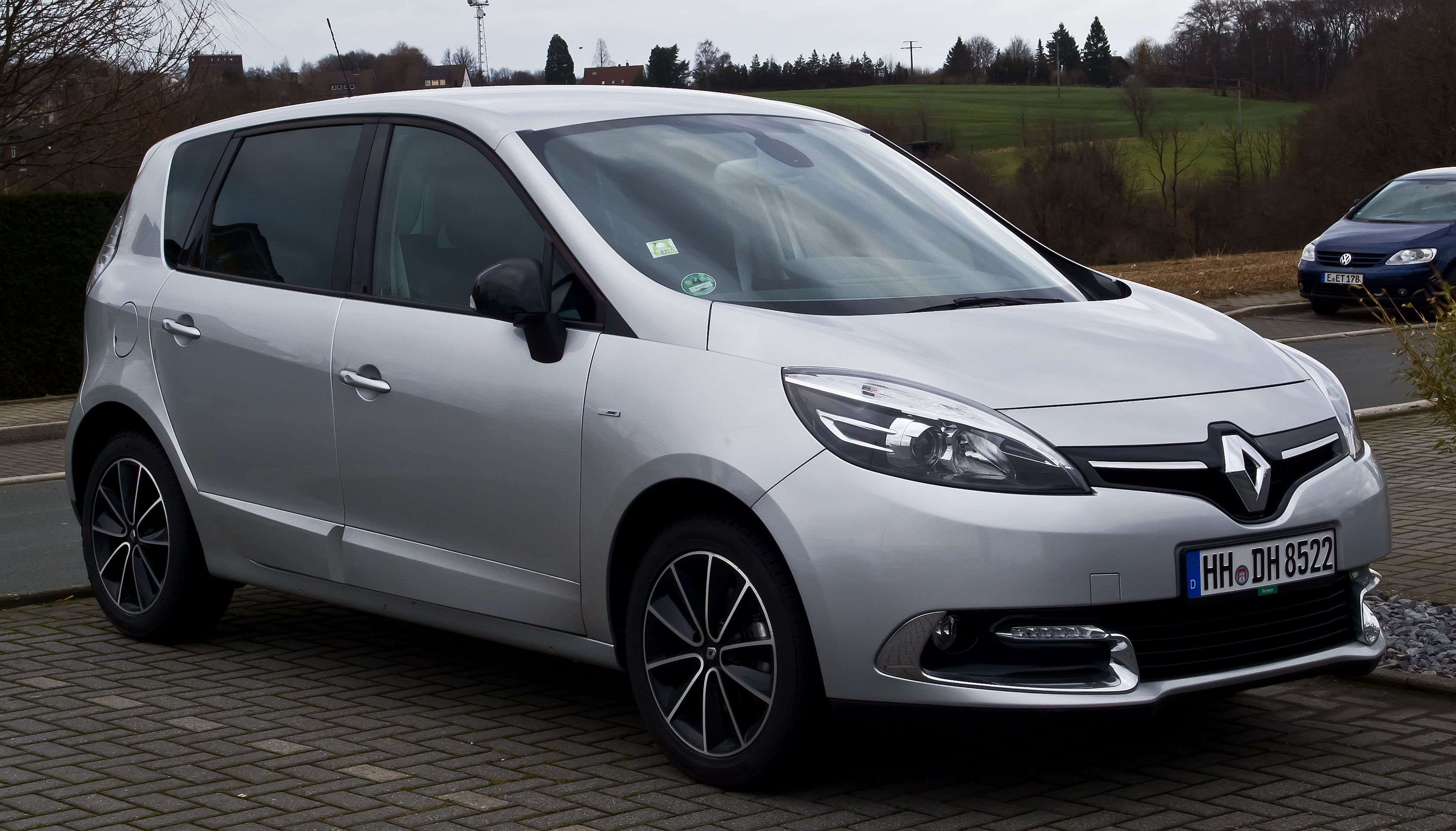
Renault Scenic III (2013—2016)

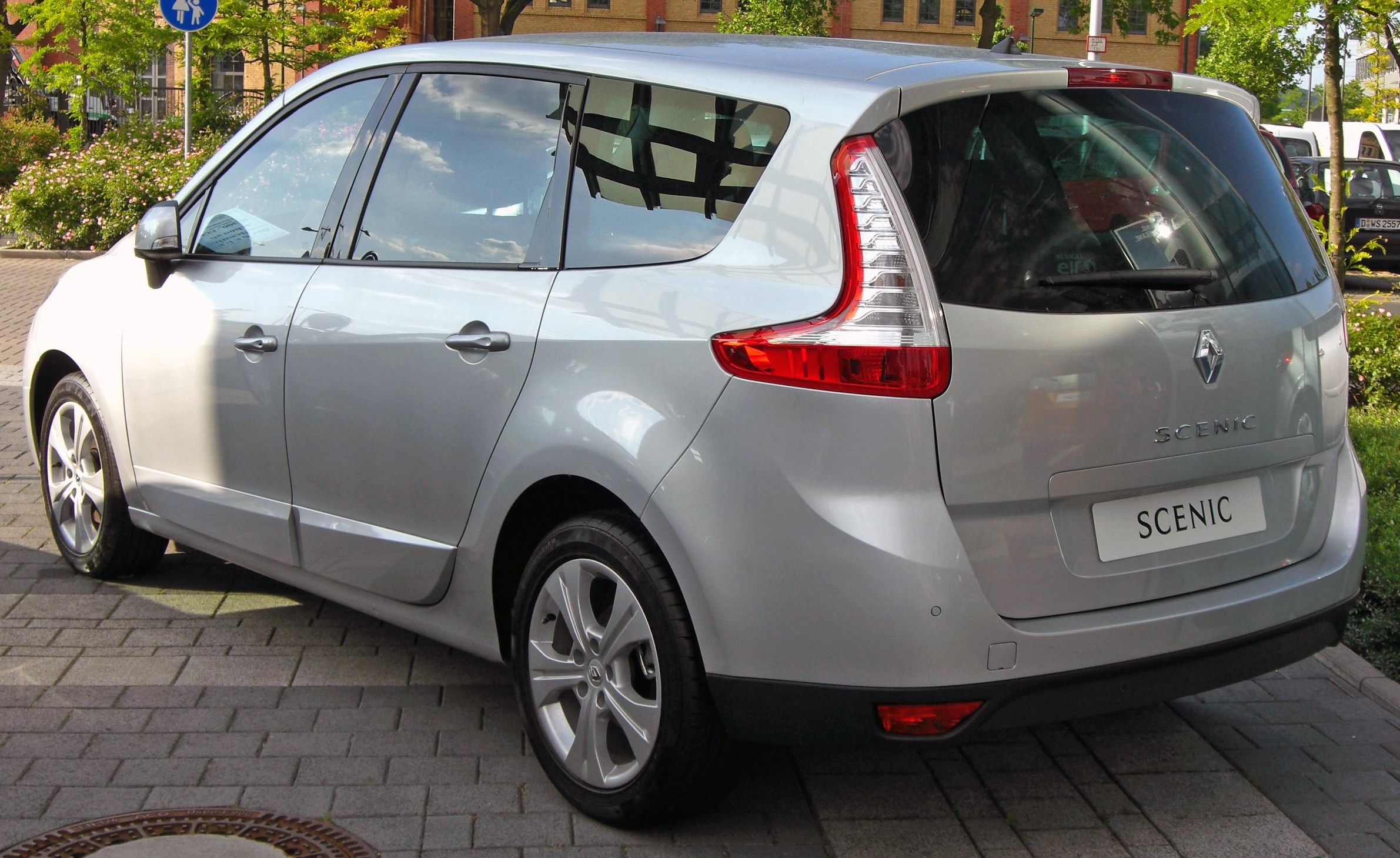
Renault Grand Scenic III

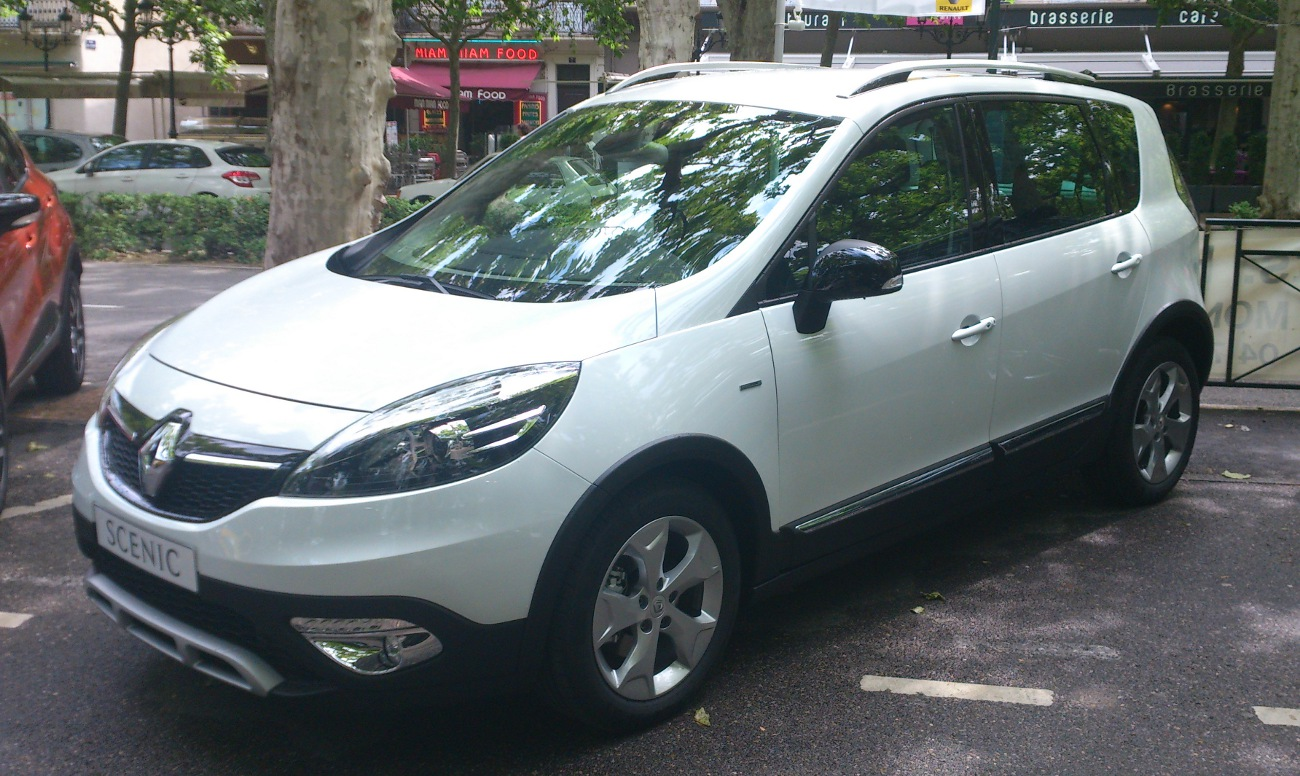
Renault Scenic XMOD

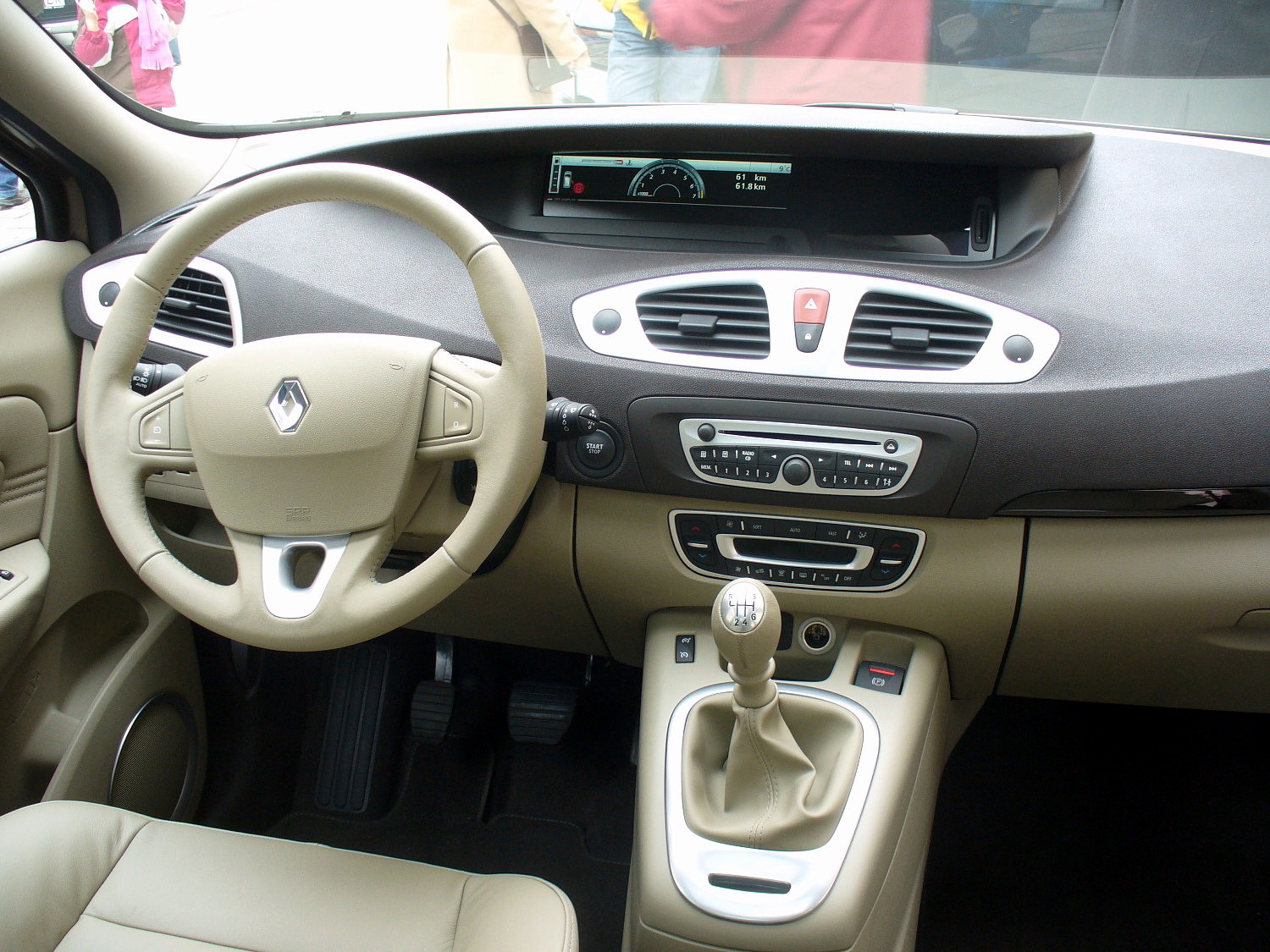
Салон Renault Scenic ІІІ

Renault Scenic третього покоління почали випускати в 2009 році (модельний рік заявлений як 2010), побудований на платформі сучасного Renault Megane. Продажі мінівена в Європі почалися в 2009 році. Також випущена семимісна версія Grand Scenic із подовженою базою та розташовами ззаду двома додатковими сидіннями.
Renault Scenic має передню незалежну підвіску з амортизаційними стійками типу Макферсон і задню напівзалежну. Привід у автомобіля здійснюється на передні колеса. Спереду і ззаду встановлені дискові гальма (передні вентильовані), є автоматичне гальмо стоянки, яке включається при зупинці двигуна і відключається при натисканні на педаль акселератора. Габаритні розміри кузова Renault Scenic III 2012—2013 складають: довжина — 4344 мм, ширина — +1845 мм, висота — 1637 мм. Колісна база має розмір в 2,7 м. Висота дорожнього просвіту — 120 мм. Стандартний розмір коліс — 205/60 R16. Мінімальний розмір багажника становить 437 літрів. При необхідності його можна збільшити до максимальних 1 837 літрів.
Наприкінці 2011 року Renault Scenic був модернізований. У ході поновлення кардинально змінилося оформлення передньої частини, з'явилися нові двигуни сімейства Energy, розширився список обладнання.
На Женевському автосалоні в 2013 році дебютував черговий рестайлінговий варіант. Моделі надали сучасний вигляд. Була переглянута моторна гамма і доповнений список обладнання. Scenic може поставлятися в двох версіях — Dynamique Nav і Limited Nav. Всі стандартні моделі Scenic комплектуються супутниковою навігацією, світлодіодними фарами денного світла, безключовим доступом, двозонним клімат-контролем і круїз-контролем. У базову комплектацію моделей Limited Nav, також, входить: задній парктронік, електропривідні вікна і панорамний люк на даху. Як опціональна комплектація можуть виступати: mp3 плеєр, сітка багажника для фіксації речей, центральний підлокітник, DVD програвач, USB-порт, задній парктронік, система гучного зв'язку і РК дисплей.
У 2013 році в гаммі з'явилася кросоверна версія компактвена під назвою Renault Scenic XMOD. Автомобіль залишився передньопривідним, але зі збільшеним дорожнім просвітом, системою контролю тяги і «позашляховим» пластиковим декором.
Також в XMOD доступна система Extended Grip, яка може змінювати налаштування електронних помічників в залежності від умов руху. У тому числі і імітувати наявність міжколісного диференціала. Для зміни режиму роботи системи в автомобілі передбачений спеціальний перемикач.

### Двигуни
- 1.2 л H5Ft I4
- 1.6 л 16V 110 I4
- 1.4 л TCe 130 I4
- 2.0 л 16V 140 I4
- 1.5 л K9K I4 dCi FAP diesel
- 1.6 л R9M I4 dCi FAP diesel
- 1.9 л F9Q l4 dCI FAP diesel
- 1.9 л F9Q l4 dCI diesel
- 2.0 л I4 dCi diesel

## Четверте покоління (2016—2022)

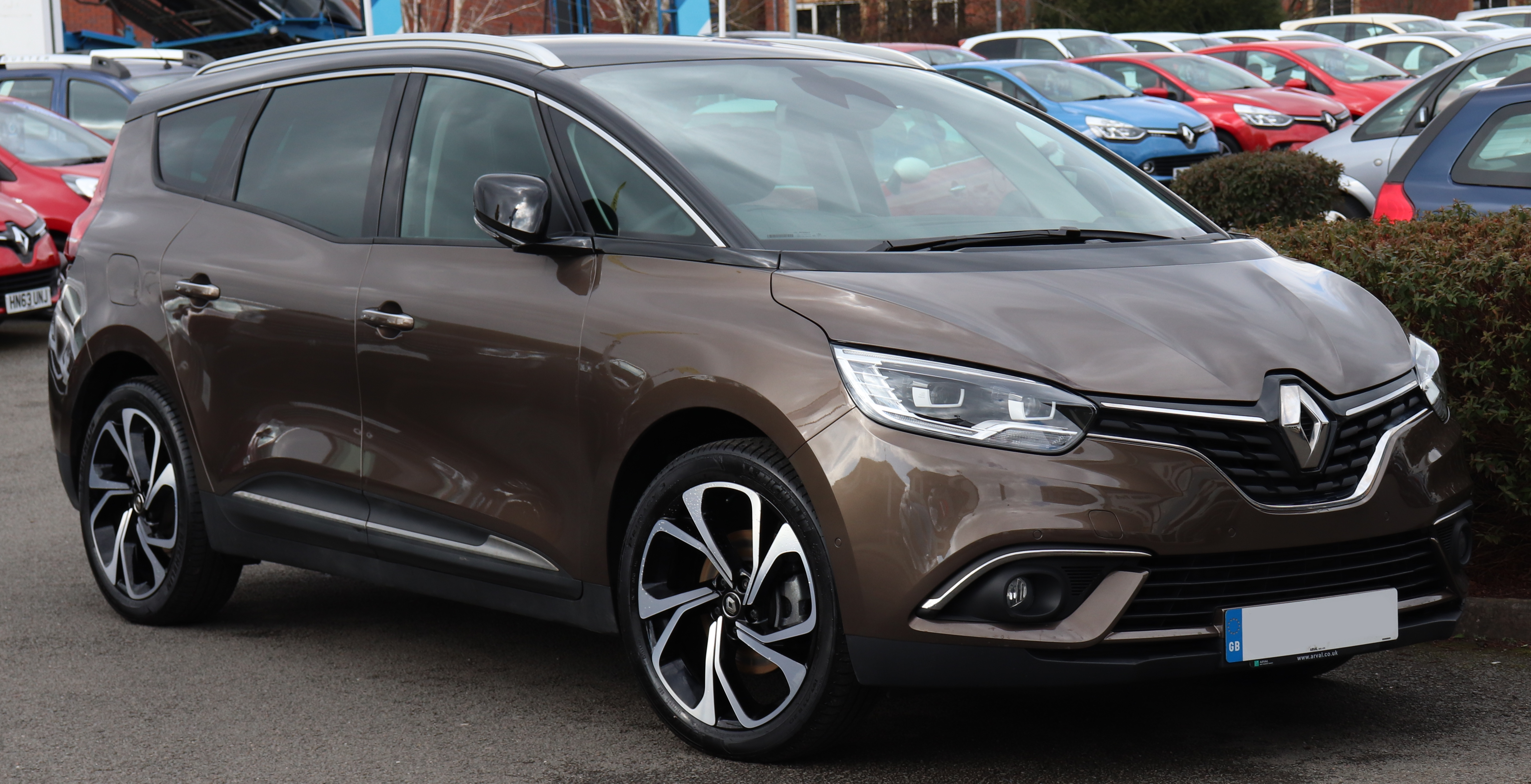
Renault Grand Scenic IV

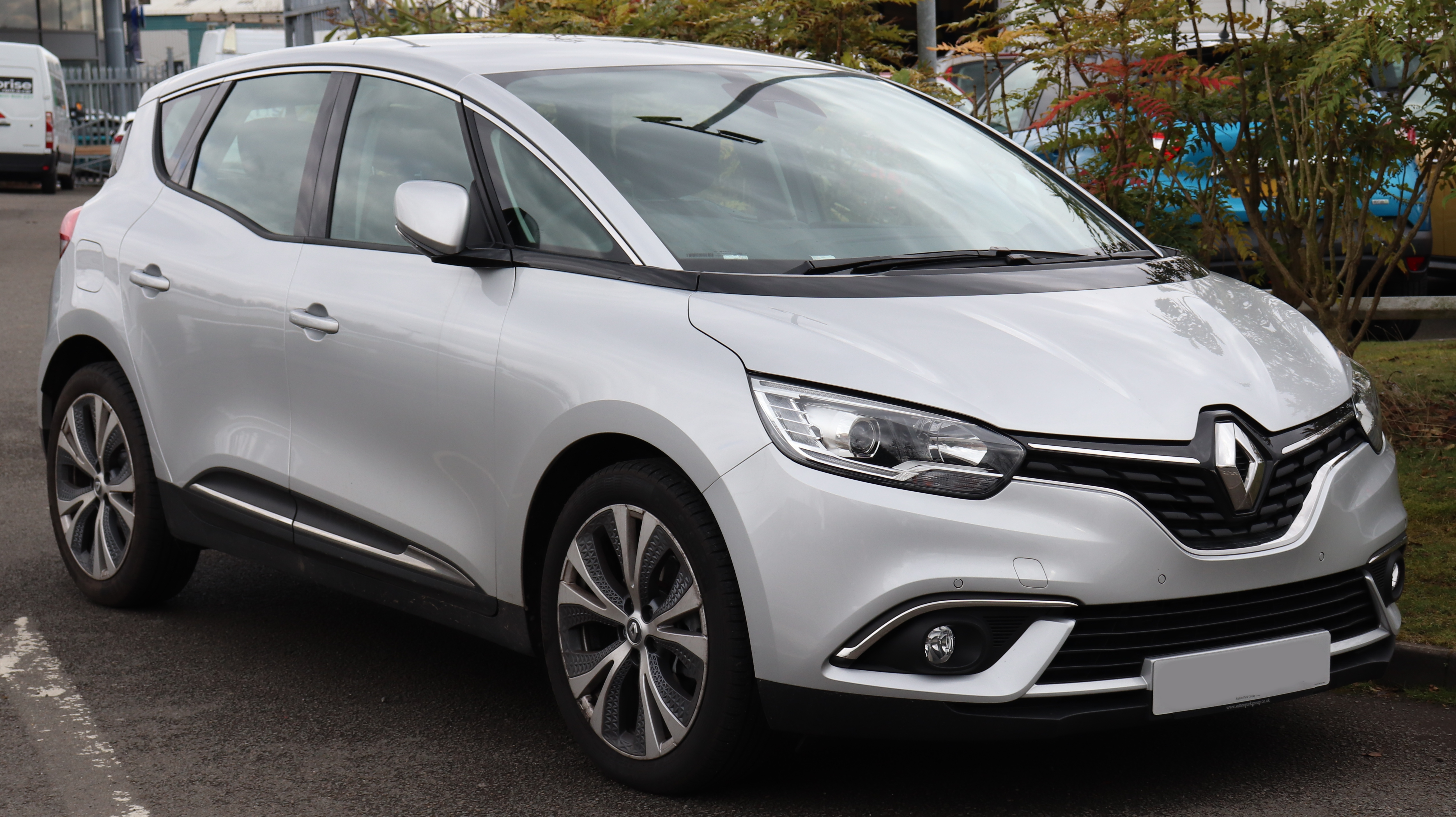
Renault Scenic IV (з 2016)

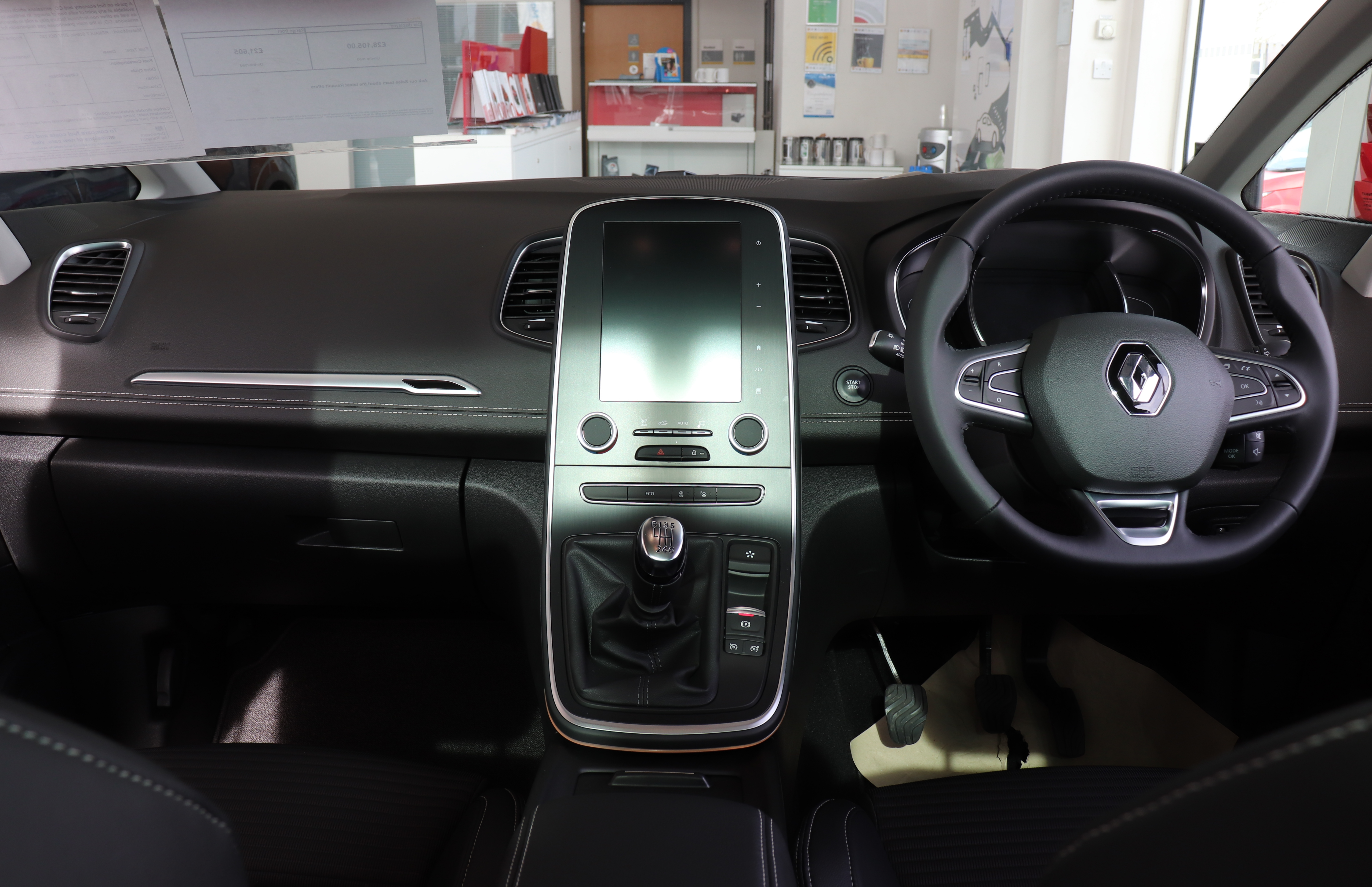
Салон Renault Scenic IV

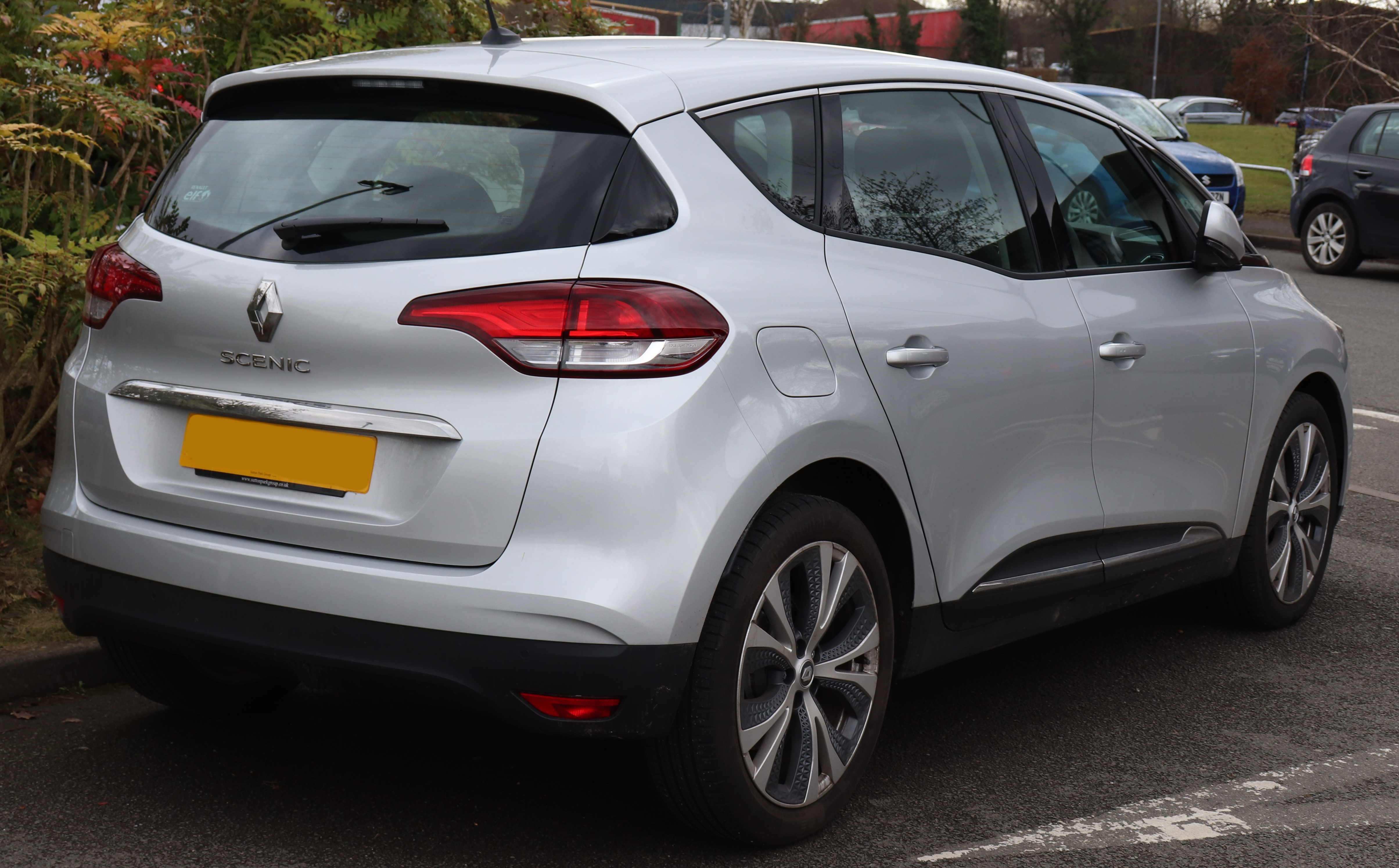
Renault Scenic IV (з 2016)

На Женевському автосалоні в березні 2016 року Renault представила четверте покоління Renault Scenic. У жовтні 2016 року на Mondial de l'Automobile в Парижі дебютував Grand Scénic. Обидві версії надійшли в продаж в 2016 році.
Автомобіль збудовано на платформі Nissan CMF-C. Кузов Scénic IV став більше схожий на кузов позашляховика, ніж на кузов мінівена. Це і пояснює його низьку захисну дверцята і двобарвне забарвлення з 20-дюймовими колісними дисками (до речі вони стандартні), встановленими високими і вузькими шинами. У моделі велике вітрове скло і великі бічні дзеркала. Завдяки цьому поліпшується оглядовість автомобіля.
Автівка, збудована на платформі CMF-CD, отримала два 1,2-літрових бензинових двигунів на 115 к.с. і 130 к.с., шість дизельних двигунів з потужністю від 95 к.с. до 160 к.с. Комбінована витрата палива на 100 км становитиме від 3,4 до 5,4 літрів, що відповідає викидам CO2 в еквіваленті 89-129 г/км.

### Двигуни
Бензинові
- 1.2 л H5Ft I4 115 к.с.
- 1.2 л H5Ft I4 130 к.с.
- 1.33 л I4 115 к.с.
- 1.33 л I4 140 к.с.
- 1.33 л I4 163 к.с.

Дизельні
- 1.5 л K9K I4 dCi FAP diesel 110 к.с.
- 1.6 л R9M I4 dCi FAP diesel 130 к.с.
- 1.6 л R9M I4 dCi FAP diesel 160 к.с.

## Renault Scenic E-Tech (з 2024)

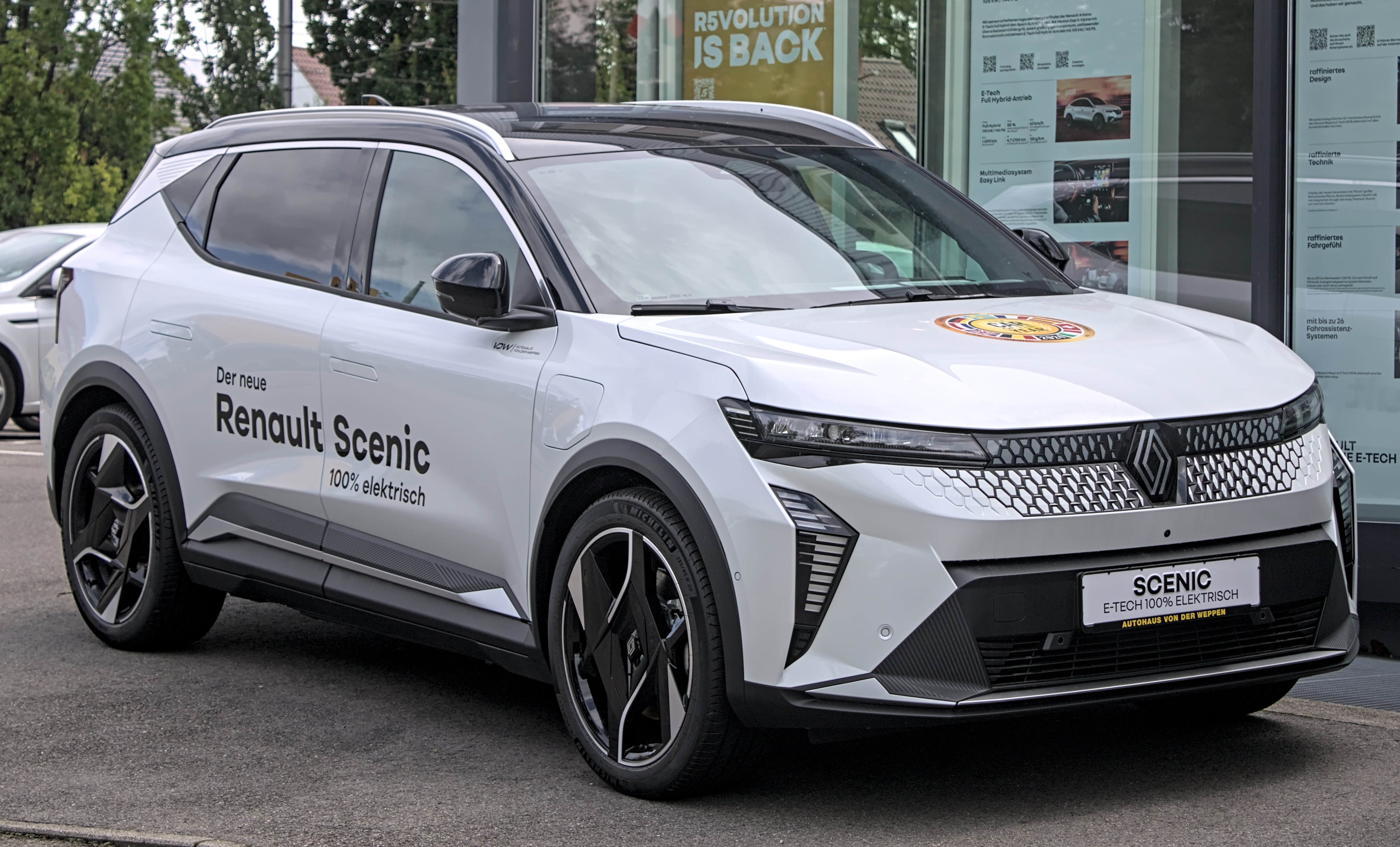
Renault Scenic E-Tech

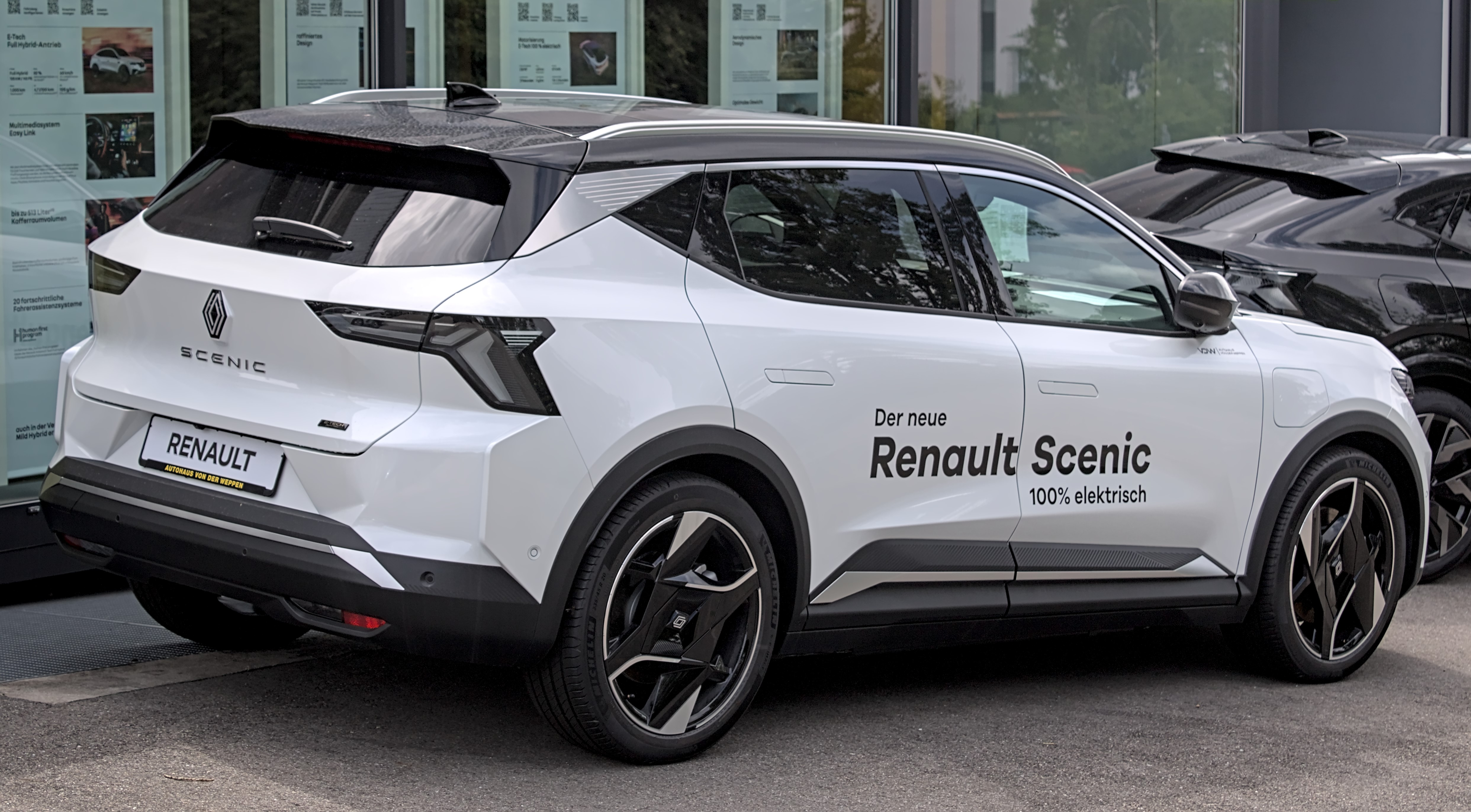

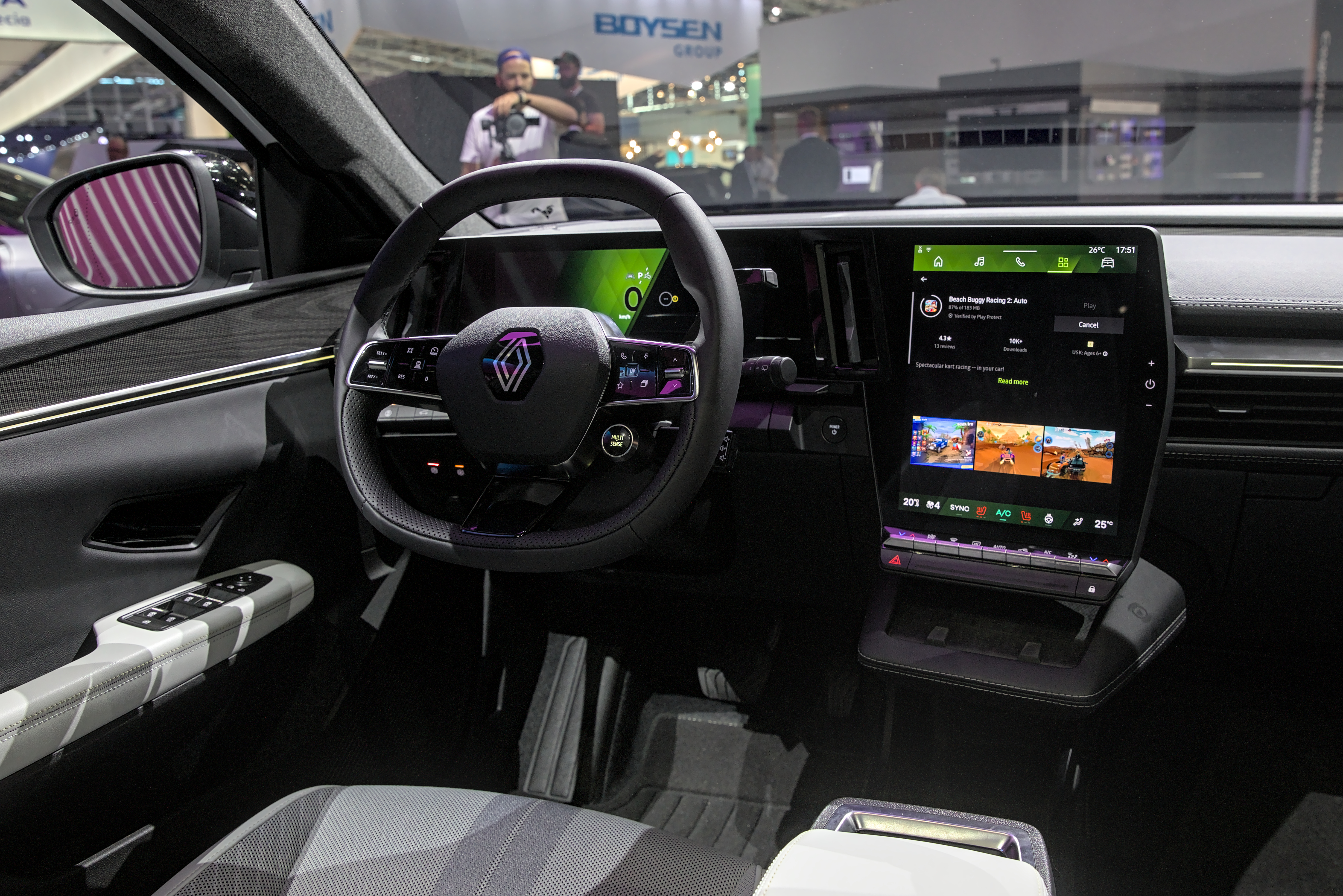

На початку вересня 2023 року на автосалоні в Мюнхені відбулася прем'єра Scenic п'ятого покоління під назвою Renault Scenic E-Tech, який отримав електричну силову установку, на що натякає приставка E-Tech. Електрокрос, побудований на тій же платформі CMF-EV, що і Nissan Ariya, відзначився значним запасом ходу 610 кілометрів і дизайном в стилі недавнього Rafale.